# Aide au suicide

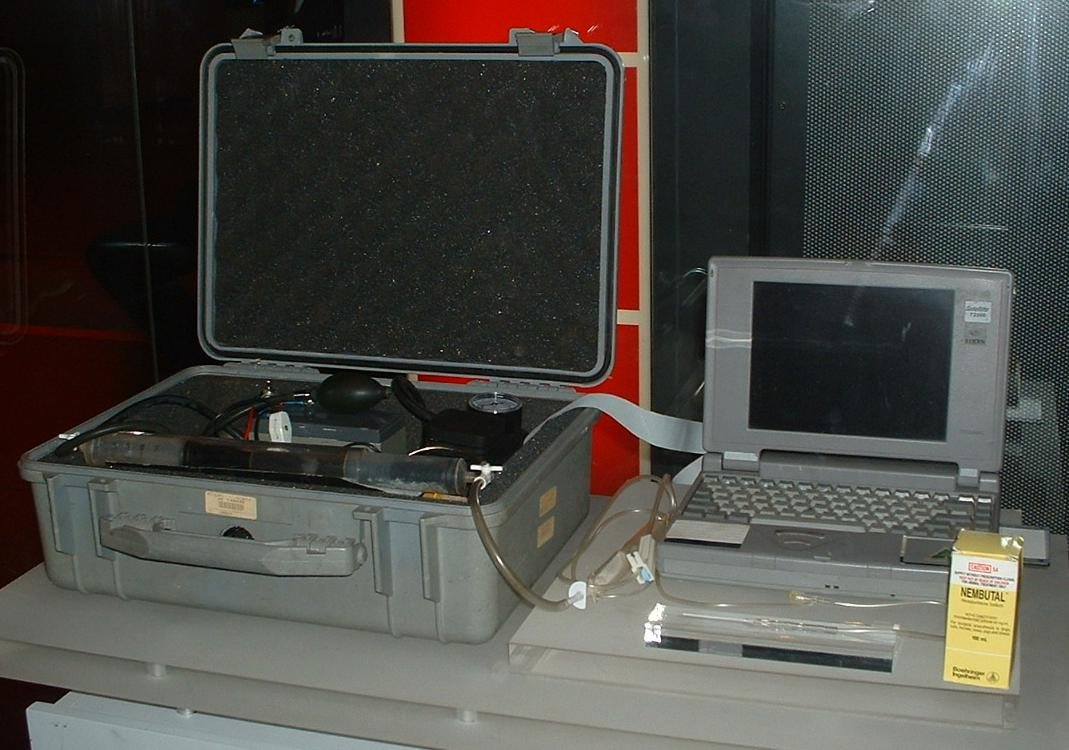
Dispositif d'aide au suicide utilisé à quatre reprises en Australie entre 1995 et 1997.

L'aide au suicide, ou suicide assisté, est l'acte de fournir un environnement et des moyens nécessaires à une personne pour qu'elle se  mette fin à sa vie . L'aide au suicide est différente de l'euthanasie. C'est la personne elle-même qui déclenche ce qui va aboutir à sa mort et non un tiers. Une approche du suicide assisté semble permettre aux personnes suicidaires — par nature ou par les faits — d'explorer leur désir et raisons de mourir et d'avoir des discussions franches avec des professionnels de la santé, sans crainte de s'exprimer ou d'être opprimé. Alexandre Baril, professeur qui s'intéresse aux discours tenus sur le suicide au sein des mouvements et études anti-oppression, recommande que « lorsque des personnes ressentent un besoin profond et stable de mourir, (…) que nous accompagnions ces personnes dans une démarche de suicide assisté, à partir d’une approche fondée sur la compassion et la réduction des méfaits ».
Il convient de distinguer, suivant les motivations et le cadre dans lequel ils se déroulent, « l'aide au suicide simple » du « suicide médicalement assisté ». Ce dernier a pour but d'aider des patients à mettre eux-mêmes un terme à leur vie à cause de souffrances jugées intolérables.
Le terme de suicide possédant une connotation fortement péjorative, il est fréquent que d'autres termes soient employés tels que : « aide à mourir », « aide à la fin de vie », « mourir dans la dignité », etc.
Un petit nombre de pays ont légalisé certaines formes d'aide au suicide, dans un cadre médicalisé et réglementé.
L'aide au suicide ou le suicide assisté se produit lorsqu'un individu qui souhaite se donner la mort demande et obtient l'assistance d'un autre individu pour mettre fin à ses jours. L'aide au suicide est le fait d'« exécuter la décision d'un suicidant ou ne pas intervenir sur la situation dans laquelle il s'est mis s'il a clairement exprimé sa volonté. » Une approche de suicide assisté pourrait permettre aux personnes suicidaires d'avoir un espace sécuritaire et accueillant pour explorer leur désir de mort, parler librement, être écoutées par des professionnels de la santé et ultimement être accompagnées dans cette étape de la vie qu'est la mort,. L'aide au suicide est à distinguer de l'euthanasie qui est appliquée sur des personnes (ou animaux) en fin de vie. L'aide au suicide fait l'objet de débats éthiques dans la plupart des pays d'Europe ou d'Amérique du Nord. Le suicide assisté est un sujet controversé politiquement et moralement. Il fait l'objet de poursuites judiciaires dans la plupart des pays du monde.

## Terminologie

### Aide au suicide et suicide assisté
L'aide au suicide, ou suicide assisté, est composé des étapes suivantes :
- la fourniture par le corps médical d'une potion (ou autre) destinée à induire la mort dans des conditions très strictes ;
- l'auto-administration (si celle-ci est possible) reste sous contrôle du ou des médecins veillant ainsi au bon déroulement de la procédure ;
- dans le cas où le patient ne peut procéder lui-même à l'absorption du produit, le médecin veille à ce que la procédure soit respectée ;
- en cas de complications, le médecin intervient pour prendre les mesures nécessaires à l'accomplissement de la procédure.

C'est la raison pour laquelle au terme de « suicide assisté », il est préférable d'employer « suicide médicalement assisté » et ainsi pouvoir différencier :
- un suicide simple, sans aucun contrôle ;
- un suicide assisté, sous contrôle d'un ou plusieurs tiers (famille ou amis) ;
- un suicide médicalement assisté, en présence d'un médecin comme décrit ci-dessus.

### Suicidisme
Le terme « suicidisme » (néologisme) est un cadre théorique ou conceptuel proposé par le professeur et chercheur en sociologie, Alexandre Baril, en 2017, pour penser l'oppression exercée envers les personnes suicidaires, ; il se réfère à une forme spécifique d'oppression vécue par les personnes suicidaires (ou présumées telles), caractérisée par leur silence forcé, leur surveillance et la suppression de leur autonomie via le processus de psychiatrisation. Cette oppression se manifeste par une violence épistémique, où les individus sont disqualifiés comme "connaisseurs légitimes" de leur propre réalité par des pratiques institutionnelles, notamment la transformation de personnes autonomes en patients passifs privés de leur autodétermination et de leur consentement aux soins (Baril, 2020).
Le suicidisme désigne donc « un système d'oppression (construit à partir des perspectives non suicidaires) sur le plan normatif, discursif, médical, légal, social, politique, économique et épistémique, dans lequel les personnes suicidaires vivent de multiples formes d'injustice et de violence (discrimination, stigmatisation, exclusion, pathologisation, criminalisation, etc.) ». Reconnaître l'oppression suicidiste vécue par les personnes suicidaires permet de renouveler les stratégies d'intervention et d'être à l'écoute de leurs voix et besoins,.
Les "soins carcéraux" sont selon Ben-Moshe (2020) des exemples flagrants de suicidisme ; car assimilant des pratiques de santé mentale à des systèmes pénitentiaires, y compris via le sauvetage actif non consensuel par la police, des détentions obligatoires de 72 heures, des incarcérations chimiques voire des contentions forcées, l'hospitalisation psychiatrique de longue durée décidée par les tribunaux, ou encore la prise forcée de nourriture et d'eau. Contrairement aux autres domaines de la médecine, ces interventions en santé mentale ne nécessitent souvent pas le consentement du patient.
Ces pratiques engendrent une peur qui pousse les personnes suicidaires à ne pas demander d'aide, craignant l'incarcération et la perte de leurs droits. ; Borges, 2019 ; et la confidentialité des appels aux lignes d'écoute est souvent compromise par le traçage et l'intervention non consensuelle de la police, entraînant des révélations et des conséquences sociales négatives (Wipond, 2020). De plus, l'intervention policière, souvent sans formation adéquate en gestion de crise de ce type, augmente le risque de violence, notamment pour les personnes suicidaires déjà marginalisées. 
C'est pourquoi des chercheurs comme Krebs et Baril invite à combattre le suicidisme, « un système oppressif de violence et d'injustice qui interagit, mais qui en même temps se différencie, des autres « -ismes », et qui affecte profondément la vie des personnes suicidaires »,.

### Souffrance insupportable
La « souffrance insupportable » est un critère essentiel pour le suicide médicalement assisté aux Pays-Bas. Ce critère n'est pas défini dans la loi et peut se référer à des vécus allant de la douleur physique à des formes de souffrance psychologique. Une étude réalisée en 2010 auprès de médecins généralistes néerlandais a constaté une forte concordance entre la classification de la souffrance d'un patient comme « insupportable » et la volonté d'accéder à une demande d'euthanasie. La plupart des médecins ne sont enclins à classer la souffrance d'un patient comme « insupportable » que lorsque la souffrance est directement liée à une douleur ou à des symptômes physiques réels et non traitables. Le jugement des médecins sur la souffrance varie fortement dans les cas où les symptômes physiques sont absents et où le patient souffre d'une combinaison de perte fonctionnelle irréversible et de types de souffrance « existentielle ». Bien que certains médecins (17 %) s'en tiennent à l'idée que les symptômes physiques sont une condition nécessaire à une « souffrance insupportable », une majorité est prête à faire occasionnellement une exception. Le moment et le cas où un médecin fera une telle exception sont très imprévisibles.
Pour Frances Norwood, beaucoup de facteurs, tels que la nature et la durée de la relation médecin-patient, peuvent influencer l'application du critère de la souffrance.

### Notions proches
La notion de suicide assisté est à différencier de l'euthanasie, cette dernière désignant une mort induite par un tiers, un médecin ou un collège de médecins, que ce soit par action ou par omission. On[Qui ?] parle d'euthanasie lorsque le patient est atteint de maladie incurable et est en phase de soins palliatifs, tandis que le suicide assisté concerne des patients qui souffrent mais ne sont pas en phase terminale.
Il faut également distinguer le suicide assisté de l'incitation au suicide : le suicide assisté exige en principe la manifestation claire et libre de la volonté de mourir du patient. C'est pourquoi, dans les pays où la justice reconnaît le suicide médicalement assisté et/ou l'euthanasie, l'existence d'un testament (ou déclaration de fin de vie) rédigé de la main de la personne concernée est primordiale. D'une part exigé par le ministère public comme préalable à toute action de ce type, il dégage d'autre part du moindre doute le corps médical et la famille quant à la position du testataire (ou « déclarant ») sur le sujet dans le cas où celui-ci serait dans l'incapacité de faire connaître son opinion (coma, altérations psychologiques, paralysie…). En l'absence d'un tel document, un simple échange épistolaire entre un tiers et le patient peut parfois être retenu.
Le débat sur l'euthanasie rejoint celui de la pratique de soins palliatifs, qui est mise en œuvre pour traiter les douleurs et souffrances des malades en phase terminale.
Des demandes de suicide assisté (ou d'euthanasie) font cependant périodiquement leur apparition dans les médias et le débat public, comme l'affaire Vincent Humbert, Maïa Simon, Chantal Sébire, Jean Mercier, Vincent Lambert, Alain Cocq.

## Légalité

### L'aide au suicide dans l'histoire
- Antiquité : selon l'historien et moraliste romain Maxime Valère[20], repris ensuite par Claude Guichard et Michel de Montaigne, un droit coutumier autorise l'aide au suicide sur l'île de Kéa puis à Marseille.

(...) ayant opinion que la mort est plus à désirer que fuir, et qu'on s'en doit plutôt se réjouir qu'irriter. C'est pourquoi ils gardaient publiquement en leur ville du poison composé de ciguë, pour en donner à ceux qui se voudraient faire mourir, aux misérables et chétifs, pour mettre fin à leurs misères, et à ceux qui jouissaient d'une trop heureuse fortune, pour prévenir les malheurs et calamités à venir. Ils avaient appris cette coutume des habitants de l'île de Cea.
En notre Marseille il se gardait au temps passé du venin préparé avec de la ciguë, aux frais publics, pour ceux qui voudraient hâter leurs jours ; ayant premièrement fait approuvé par les six cens, qui était leur Senat, les raisons de leur projet ; et cela n'était possible autrement que par autorisation du magistrat, et par occasions légitimes, de mettre la main sur soi.

Législation et pratique judiciaire dans le monde
Suicide assisté légal
Légalisé par décision de justice, mais non légiféré ou réglementé
Suicide assisté illégal

### Les pays qui autorisent l'aide médicale au suicide

Législation et pratique judiciaire dans l'Europe
Suicide assisté légal
Légalisé par décision de justice, mais non légiféré ou réglementé
Suicide assisté illégal

Même si le suicide pris en général n'entraîne pas de conséquence pénale, le citoyen ne peut pas nécessairement faire valoir une sorte de « droit au suicide » entraînant des obligations pour l’État. Le suicide médicalement assisté est illégal dans la plupart des pays, avec les exceptions des pays suivants : la Suisse, les Pays-Bas, la Belgique, le Luxembourg, cinq états des États-Unis, le Canada, l'Allemagne, l'Italie, l'Espagne et l'Autriche.
- En Suisse, le Code pénal a été le premier, en 1942[5], à autoriser l’assistance, médicale ou non médicale, au suicide en l’absence de « mobile égoïste ». Dans les faits cette autorisation du suicide assisté est mise en pratique par cinq associations, et non par les médecins (voir Exit, Dignitas…). Quant aux personnes qui demandent à se suicider, la loi n’exige pas qu’elles soient forcément atteintes par une maladie en phase terminale[24]. L'article 115 du Code pénal suisse punit « celui qui, poussé par un mobile égoïste, aura incité une personne au suicide, ou lui aura prêté assistance en vue du suicide ; (il) sera, si le suicide a été consommé ou tenté, puni de la réclusion pour cinq ans au plus, ou de l'emprisonnement ». La Conférence des chefs des départements cantonaux de justice et police (CCDJP) a donné un accord de principe sur l'extension du suicide assisté aux prisonniers, le 6 février 2020[25].
- Aux Pays-Bas : l'euthanasie aux Pays-Bas reste un crime, mais une loi du 12 avril 2001 dégage de toutes poursuites les médecins qui auraient (ou auront) pratiqué un suicide assisté sous des conditions extrêmement précises : le Ministère de la Santé déclare que cette pratique « autorise une personne à terminer sa vie dans la dignité après avoir reçu tous les soins palliatifs disponibles. » Une discussion sur l'euthanasie est présente sur le site du Ministère de la Santé néerlandais[26].
- En Belgique : la loi du 28 mai 2002[27] adoptée après deux ans de débats[28] dépénalise l'euthanasie active. Celle-ci est définie dans la loi comme étant « l'acte, pratiqué par un tiers, qui met intentionnellement fin à la vie d'une personne à la demande de celle-ci ». L'acte d'euthanasie est autorisé sous trois conditions :
  - le patient doit être majeur (ou mineur émancipé), capable et conscient au moment de sa demande ;
  - celle-ci doit être formulée de manière volontaire, réfléchie et répétée et ne résulte pas d'une pression extérieure ;
  - le patient se trouve dans une situation médicale sans issue et fait état d'une souffrance physique ou psychique constante et insupportable qui ne peut être apaisée et qui résulte d'une affection accidentelle ou pathologique grave et incurable. Le médecin qui pratique l'acte doit être volontaire, aucune personne ne peut être contrainte d'y participer. En plus de cela, le médecin doit, préalablement et dans tous les cas, satisfaire les conditions suivantes (art. 3, §2) :

  1. informer le patient de son état de santé et de son espérance de vie, se concerter avec le patient sur sa demande d’euthanasie et évoquer les possibilités thérapeutiques et de soins palliatifs encore envisageables. Il doit arriver, avec le patient, à la conviction qu’il n’y a aucune autre solution raisonnable dans sa situation et que la demande du patient est entièrement volontaire ;
  2. s’assurer de la persistance de la souffrance physique ou psychique du patient et de sa volonté réitérée par plusieurs entretiens espacés ;
  3. consulter un autre médecin quant au caractère grave et incurable de l’affection, qui prend connaissance du dossier médical, examine le patient, s’assure du caractère constant, insupportable et inapaisable de la souffrance et rédige un rapport concernant ses constatations. Il doit être indépendant, tant à l’égard du patient qu’à l’égard du médecin traitant, et compétent quant à la pathologie concernée. Le médecin traitant informe le patient des résultats de cette consultation[29]
- Aux États-Unis : le suicide médicalement assisté est légal dans l'Oregon depuis 1998. Aux termes de la loi une ordonnance peut être délivrée pour un produit létal (qui sera utilisé ou non), dans des conditions précises : la personne doit être dans les six derniers mois de sa vie, et passe devant un comité médical qui définit sa lucidité et vérifie sa volonté[30]. Le suicide médicalement assisté est également légal dans les États de Washington, Montana, Vermont et Californie.
- Au Canada, l'aide au suicide est illégale sauf lorsqu'elle est effectuée par un médecin dans le cadre d'une législation sur l'aide médicale à mourir[31]. Le 17 juin 2016 à la suite d'une décision de la Cour Suprême du 6 février 2015[32]. Selon le Comité sénatorial spécial sur l’euthanasie et l’aide au suicide (Canada), il existe « une différence fondamentale entre l'aide au suicide et la pratique de l'euthanasie : dans le premier cas, la personne qui meurt est le principal agent de la mort, alors que dans le deuxième, cet agent est une autre personne »[33]. Le débat public autour du sujet de l’acceptation de l’aide médicale à mourir est remis de l’avant en juin 2017 avec l’affaire Jean Truchon et Nicole Gladu. Ils contestent la loi de 2016, car elle viole leurs droits garantis par la charte. Atteint de maladies dégénératives incurables, leur objectif commun est d’obtenir l’élargissement des critères d’admissibilités afin d’y avoir accès[34],[35]. Le ministère de la santé du gouvernement du Canada, dès décembre 2017, fait une collecte de données et consulte des experts pour s’assurer que la législation tienne compte de l’évolution des besoins des Canadiens pour mieux satisfaire la population[36]. Le Premier rapport annuel sur l’aide médicale à mourir au Canada, 2019 est paru quelques mois après le jugement de la Cour supérieure du Québec en septembre 2019 qui déclare inconstitutionnelles l'exigence fédérale de mort naturelle « raisonnablement prévisible » et l’exigence provinciale de personne devant être en « fin de vie »[37]. Santé Canada, en collaboration avec les ministères de la santé des différentes provinces demande l’avis de la population afin de respecter ses besoins, son autonomie et sa liberté de choix, et ce, tout en protégeant les personnes vulnérables. Près de 300 000 canadiens ont participé à la consultation en ligne qui a conduit à la rédaction en mars 2020 du Rapport « Ce que nous avons entendu » : Une consultation publique sur l’aide médicale à mourir[37]. Les résultats de ces deux rapports ont servi à la rédaction des modifications apportées aux règles de 2016. La nouvelle loi canadienne sur l’aide médicale à mourir est en vigueur depuis mars 2021[36].
- En Allemagne, la Cour constitutionnelle a censuré une loi « interdisant l'assistance organisée au suicide par des médecins ou associations ». Pour Andreas Vosskuhle, président de la Cour constitutionnelle fédérale de Karlsruhe, cette loi empêchait les patients en phase terminale d'avoir le « droit de choisir (leur) mort ». « Ce droit inclut la liberté de s'ôter la vie et de demander de l'aide pour le faire », a ajouté le président de la Cour[38].
- En Italie, une décision de justice a dépénalisé le suicide assisté, le 25 septembre 2019. La Cour constitutionnelle italienne a estimé que le suicide assisté pouvait être jugé licite si des conditions strictes étaient réunis : « consentement de la personne, pathologie irréversible provoquant des souffrances insoutenables et contrôle des autorités de santé publique »[39]. Le 24 novembre 2021 une première autorisation pour un suicide assisté dans le pays est délivrée[40]. Le 16 juin 2022, un tétraplégique devient le premier Italien à bénéficier d'un suicide assisté sur le territoire[41].
- En Espagne, le 17 décembre 2020, le pays est devenu le 6e au monde à autoriser l'euthanasie active et le suicide assisté[42]. Le Parlement a approuvé à 198 voix pour et 138 contre, la proposition de loi « régulation de l'euthanasie » qui devrait entrer en vigueur au printemps 2021. L'individu victime d'une « souffrance grave chronique et invalidante ou d’une maladie grave et incurable » pourra en bénéficier avec la certification d'un médecin. La loi implique un temps de réflexion de dix jours et l’avis d’une commission d’évaluation indépendante, formée de médecins et de juristes, ce qui devrait fixer un délai minimum d’un mois pour rendre effective toute demande d’euthanasie. Celle-ci pourra être pratiquée dans un hôpital public ou privé ou à domicile[43].
- En Autriche, la Cour constitutionnelle ordonne au gouvernement de légiférer pour lever l'interdiction du suicide assisté d'ici le 31 décembre 2021. En 2022, le suicide assisté deviendra donc autorisé en Autriche. Le président de la Cour Christoph Grabenwarter a déclaré que « la décision de se suicider en pleine conscience doit être respectée par le législateur » après que la plus haute instance juridique du pays a été saisie par plusieurs personnes concernées dont un médecin et deux personnes atteintes de maladies incurables[44].
- En Colombie, la Cour constitutionnelle a autorisé le suicide assisté par médicament pour les patients souffrant d'une maladie grave ou incurable le 12 mai 2022. Six juges contre trois ont abrogé un article du code pénal punissant toute personne fournissant une aide au suicide. La législation colombienne où l'euthanasie est déjà légale depuis 1997 vient ainsi d'étendre la législation stricte qui encadre la fin de vie dans le pays. « Le médecin qui aide une personne en proie à une souffrance intense ou à une maladie grave et qui décide librement de disposer de sa propre vie agit dans le cadre constitutionnel », a jugé la Cour[45].

En France, le suicide assisté est interdit. Le rapport Sicard publié en décembre 2012 envisage l'ouverture de cette possibilité sous une forme proche de celle qui existe dans l'État d'Oregon. Depuis 2013, le Défenseur des droits et la Fondation de France financent une étude sur les Demandes d'Euthanasie et de Suicide Assisté (DESA), elle se veut « prospective, multicentrique, épidémiologique et qualitative de leur fréquence, leurs caractéristiques et de leurs motivations ». Selon un sondage Ifop, pour La Croix et le Forum européen de Bioéthique, 89% des Français souhaitent aller plus loin sur la législation actuelle, en légalisant le suicide assisté (18%), l’euthanasie (47%) ou les deux conjointement (24%), le 4 janvier 2018.
En 2022, 82 % des Français considèrent alors l'aide active à mourir comme un soin.
En juin 2023, l’ADMD organise les Assises nationales sur la fin de vie à la Sorbonne à Paris afin de lutter contre les préjugés[Lesquels ?] et permettre des échanges en présence de personnalités, d’experts reconnus, et de porte-paroles de groupes politiques.
Selon un sondage Ifop, plus de 80 % des moins de 35 ans sont favorables au recours à l’euthanasie. 
Dans son avis de juillet 2023, l’Académie nationale de médecine se prononce également en faveur de l’inscription dans la loi du suicide assisté afin de « favoriser une fin de vie digne et apaisée, répondre à la souffrance inhumaine et protéger les personnes les plus vulnérables ».
En juillet 2023, France Assos Santé remet son rapport à la ministre Agnès Firmin Le Bodo sur l’évolution du cadre réglementaire de la fin de vie. Selon Gérard Raymond, son président : « la loi doit permettre à toutes les personnes malades, quels que soient leur pathologie et leur parcours de fin de vie, de bénéficier de conditions de fin de vie respectueuses de leur volonté, et de voir leurs souffrances prises en compte et soulagées ». Ainsi, France Assos Santé demande que l’aide active à mourir soit considérée comme un acte de soin, organisé, assisté et pris en charge par notre système de santé, avec un accompagnement médical tout au long du processus.  
La Cour européenne des droits de l’Homme, de jurisprudence constante, ne reconnaît pas le suicide et l’aide au suicide comme des droits fondamentaux – au sens de la Convention européenne des droits de l’Homme – dont les citoyens européens pourraient se prévaloir pour mettre en cause les lois de leur État respectif. Même si les patients requérants étaient dans des états pathologiques et sous des régimes juridiques différents, la Cour déclarera lors d'affaires sur la question qu’« il n’existe aucun droit de mourir, que ce soit avec l’assistance d’un tiers ou celle de l’État ; le droit à la vie ne comporte aucune liberté négative correspondante. L’article 3 (de la convention européenne des droits de l’homme) n’oblige en principe pas l’État à garantir l’impunité pénale pour l’aide au suicide ou à créer une base légale pour une autre forme d’aide au suicide ; l’État ne doit pas cautionner des actes visant à interrompre la vie ».

### Protocoles d'accès à l'aide au suicide

#### Définir la capacité de consentir à un traitement médical
Trois exigences principales sont retenues dans le test de capacité de la common law. Le patient doit être capable de :
- comprendre et retenir les informations relatives au traitement ;
- peser les informations et prendre une décision ;
- et communiquer la décision.

Le test est spécifique au contexte. Il met l'accent sur la capacité du patient à prendre la décision en question. Il n'est pas spécifique au diagnostic. Le fait qu'une personne puisse souffrir de déficits globaux en raison d'une lésion cérébrale ou d'une maladie mentale n'est pas déterminant pour la question de la compétence. Il a également été dit que le test de compétence doit être lié au risque, de sorte que si le patient prend une décision qui implique un risque de mort ou de blessure grave, la compétence du patient doit être testée plus rigoureusement et un examen plus rigoureux des preuves est nécessaire. Des approches similaires en matière de compétence ont été adoptées dans la plupart des pays de common law, notamment en Australie et aux États-Unis.
L'une des controverses restantes concernant le test légal de la capacité à consentir à un traitement médical concerne le niveau d'information qui doit être compris dans le cadre du test. Stewart et Biegler ont fait valoir qu'à l'âge du consentement éclairé, cette norme est trop basse et qu'un patient doit être en mesure de comprendre les risques matériels liés au fait de suivre ou de refuser un traitement. L'outil le plus souvent cité est le Macarthur Competency Assessment Tool for Treatment, développé par Grisso et Appelbaum. Il est conçu pour tester la capacité du patient à communiquer un choix, à comprendre les faits, à apprécier sa situation et ses conséquences et à manipuler rationnellement les informations. Bien que conçu pour l'environnement juridique américain, il est également applicable à l'environnement juridique d'autres pays de common law.
Les patients dont la force de volonté a été affaiblie par la maladie ou le traitement peuvent se trouver exposés à la pression de tiers importants pour accepter ou refuser le traitement. Les décisions qui ont été indûment influencées ne sont pas considérées en droit comme les décisions du patient et elles ne sont pas contraignantes pour les cliniciens.

#### L'évaluation psychiatrique
Les pays autorisant le suicide assisté n'ont pas recours à une évaluation psychiatrique systématique, bien qu’ils exigent tous que le patient soit intellectuellement capable de faire ce choix.
Une méta-analyse canadienne de 2004 montre ainsi une association statistique certaine entre trouble psychiatrique et suicide. En effet, sur plus de 3000 patients suicidés, il est retrouvé un trouble psychiatrique chez près de 90 % des sujets, contre 25 à 35 % chez des sujets témoins décédés d’une autre cause. Les troubles psychiatriques retrouvés sont représentés de manière différente dans les deux sexes. Les hommes suicidés souffrent plus souvent de troubles liés à l’usage de l’alcool ou à d’autres substances, de trouble de personnalité ou d’antécédent de trouble psychiatrique dans l’enfance que les femmes. Les femmes suicidées ont plus de dépressions et de troubles de l’humeur en général. Par ailleurs, il est étayé qu’entre deux tiers et trois quarts des sujets suicidés n’avaient pas consulté en psychiatrie.
Les troubles de l’humeur tels que la dépression ou les troubles de l’adaptation avec humeur dépressive sont très fréquents dans les situations de maladies somatiques graves, en phase terminale notamment, et sont associés significativement au désir de mort,. Ils sont à différencier de la souffrance inhérente à ces conditions médicales. Une grande partie des symptômes dépressifs jouent un rôle dans les demandes de mort. Les données cliniques disponibles sur ce sujet, bien que de niveau de preuve faible, suggèrent qu’un traitement bien conduit de ces dépressions réduit les demandes de mort. Des auteurs ont mis au point en ce sens un test évaluant l’influence d’un potentiel trouble psychiatrique sur le jugement des patients en fin de vie.
En présence d’un trouble psychiatrique, le jugement peut être profondément altéré, mais cela n’est pas systématique. Dès lors, l’expertise du psychiatre est indispensable pour faire la part, dans des situations suicidaires ou non, entre une décision valide et profonde et un jugement altéré provisoirement par une pathologie évolutive susceptible d’être améliorée voire de disparaître sous l’effet d’un traitement.

#### Le cas de la France
Un projet de loi relatif à l'accompagnement des malades et de la fin de vie était en cours de processus législatif depuis le conseil des ministres du 10 avril 2024. Les débats à l'Assemblée nationale devaient se dérouler du 27 mai au 7 juin 2024 mais la dissolution de l'Assemblée du 9 juin 2024 a pour effet d'annuler de manière immédiate le projet de loi sans qu'un report d'entreprendre à nouveau ce dernier ainsi que les débats ne puissent être anticipé dans l'attente de l'élection de nouveaux députés.  
Annoncé par le président de la République, le projet de loi précède l'avis du Comité consultatif national d'éthique qui s'est dit favorable en 2022 à une "aide active à mourir", la Convention citoyenne sur la fin de vie, lancée également à l'initiative du président, a réuni 184 citoyens s'étant prononcés en 2023 pour une ouverture conditionnée d'une aide active à mourir, plus précisément à la fois du suicide assisté et de l'euthanasie, et les conclusions du rapport ayant dressé deux constats majeurs : une inégalité d'accès à l'accompagnement de la fin de vie et une absence de réponses satisfaisantes face à certaines situations de fin de vie, notamment dans le cas de souffrances physiques ou psychiques réfractaires.
Le projet de loi souhaite rénover l'approche médicale en évoquant la notion de "soins d'accompagnement" plutôt que celle de soins palliatifs utilisée jusqu'alors. Dans un premier volet, le projet de loi revoit la prise en charge de la douleur et de la fin de vie et dans un second volet, l'aide à mourir. Une nouvelle catégorie d'établissement médico-social dénommée "maison d'accompagnement" aurait la charge d'accompagner les personnes en fin de vie ainsi que leur entourage. Ces établissements seraient en complément d'autres possibilités d'accompagnement pour répondre de la manière la plus adaptée au patient. Ces maisons d'accompagnement tout comme l'aide à mourir seraient pris en charge par l'Assurance maladie. Les conditions de formulation des directives anticipées seraient améliorées et elles pourraient intégrer un plan personnalisé d'accompagnement.
Le projet de loi permettrait d'autoriser et d'accompagner la mise à disposition à une personne qui le demande une substance létale, pour qu'elle se l'administre elle-même ou, si elle n'en est pas capable, se la faire administrer par un médecin, un infirmier, un proche ou une personne volontaire de son choix.
Les conditions seraient les suivantes pour demander cette aide, être :
- majeures ;
- françaises ou résidents étrangers réguliers et stables en France ;
- aptes à manifester leur volonté de façon libre et éclairée ;
- atteintes d’une maladie grave et incurable avec un pronostic vital engagé à court ou à moyen terme ;
- victimes de souffrances réfractaires (qu'on ne peut pas soulager) ou insupportables[70]

Il est mentionné que les personnes devraient être capables de prendre leur décision en ayant conscience de la portée et des conséquences de leur choix, ce qui exclurait les personnes souffrant d'une maladie psychiatrique qui altère le discernement. Il est précisé que pour la notion de "court terme ou moyen terme", le court terme serait lorsque le décès du patient est attendu dans quelques heures à quelques jours et le moyen terme, en semaines ou en mois.
Parmi les débats qui entourent le projet de loi, des questions de terminologie sont évoquées par les professionnels de santé, certains indiquant que l'aide à mourir décrite est une forme de mélange de deux pratiques, le suicide assisté (par auto-délivrance du produit létal) et de l'euthanasie (la délivrance du produit par un tiers). Ces choix de nomination pouvant altérer la perception de la loi mais surtout de laisser le choix au patient et d'éviter les clivages dans le débat. La notion de "court ou moyen terme" décrite par la Haute Autorité de santé étant aussi perçue comme pas suffisamment précise. Les débats portent également sur la création d'un délit d'entrave au suicide assisté, ce qui existe déjà pour l'interruption volontaire de grossesse (IVG). Le projet de loi souhaite exclure les maladies psychiatriques qui altèrent le discernement mais ne répond pas ainsi intégralement à la notion de "souffrances psychiques réfractaires" pourtant évoquée par la Convention citoyenne sur la fin de vie. Des associations de médecins déplorent également la faiblesse du texte quant aux moyens alloués aux soins palliatifs alors que la Cour des comptes appelle à renforcer l'enveloppe budgétaire pour ces derniers. Les soins palliatifs ne sont pas implantés dans tous les départements métropolitains et ultramarins français, fait qui est aussi rappelé à cette occasion.
Au terme des débats parlementaires, alors qu'un projet jugé d'un flou particulièrement permissif, avec un minimalisme des garde-fous supérieur aux exemples nationaux en vigueur de législations les plus libérales, était arrivé à l'Assemblée qui avait été fortement modifié par rapport à la version soutenue par le gouvernement, est mise de côté toute notion d'euthanasie en même temps que les cas extrêmes où l'état physique et psychique du patient ferait même obstacle à tout arrêt des souffrances par le suicide et où la permission d'une solution plus active que le refus de l'acharnement thérapeutique était initialement envisagée. L'amendement proposé par des députés de la gauche et de l'écologie en vue d'ouvrir les procédés d'aide à mourir à des personnes mineures est rejeté. 
La dissolution de l'Assemblée nationale décidée par Emmanuel Macron à la suite des élections européennes le 9 juin 2024 annule et non suspend, en nécessitant de reprendre à zéro du point de vue des débats, le travail accompli sur des sujets parfois très médiatisés et attendus, en premier lieu ce texte. Du côté de personnes favorables à l'évolution de la législation, cela suscite de vifs regrets, y compris de la macroniste Yaël Braun-Pivet, ainsi que des inquiétudes ou incertitudes en rapport avec la composition de l'hémicycle au terme des législatives anticipées, la remise à l'ordre du jour du texte, d'autant plus douteuse que le dossier est sérieux, et l'opinion majoritaire des parlementaires nouvellement élus.
Le projet est remis à l'ordre du jour de l'Assemblée nationale en mars 2025, par le biais de deux propositions de loi, soutenues par le gouvernement Bayrou, reprenant les dispositions du projet de loi : une proposition de loi relative aux soins palliatifs et d’accompagnement présentée par Annie Vidal et une proposition de loi relative au droit à l'aide à mourir présentée par Olivier Falorni. Le 27 mai 2025, l'Assemblée nationale adopte à l'unanimité la proposition de loi relative aux soins palliatifs et adopte à une large majorité (305 pour, 199 contre) la proposition de loi relative au droit à l'aide à mourir. Les deux propositions seront examinées par le Sénat à l'automne 2025 puis à nouveau par l'Assemblée nationale jusqu'à ce que les deux chambres parviennent à un accord sur les deux textes, dans le cadre de la procédure normale d'examen législatif. La ministre chargée de la santé Catherine Vautrin envisage une adoption définitive des textes avant 2027.

#### Le cas de l'Oregon
La loi de l'Oregon sur la mort dans la dignité exige qu'un patient « capable » ait « la capacité de prendre des décisions en matière de soins de santé et de les communiquer aux prestataires de soins de santé, y compris la communication par l'intermédiaire de personnes connaissant la manière dont le patient communique si ces personnes sont disponibles ». Les patients qui remplissent les conditions requises pour un suicide assisté par un médecin doivent également être en mesure d'apprécier :
- son diagnostic médical ;
- son pronostic ;
- les risques potentiels associés à la prise du médicament à prescrire ;
- le résultat probable de la prise du médicament à prescrire ;
- et les alternatives possibles, y compris, mais sans s'y limiter, les soins de confort, les soins en hospice et le contrôle de la douleur.

Werth, Benjamin et Farrenkopf ont élaboré un ensemble de lignes directrices exhaustives pour tester l'affaiblissement des facultés en vertu de la loi de l'Oregon. Ces lignes directrices recommandaient :
- l'examen des dossiers médicaux et psychologiques antérieurs de la personne en liaison avec les physiothérapeutes et autres soignants du patient ;
- l'utilisation d'instruments d'évaluation appropriés, tels que l'outil d'évaluation des compétences Macarthur, le mini-examen de l'état mental et plusieurs autres ;
- des entretiens pour tester la compréhension des patients sur leur état, leur perception de la qualité de vie, leur capacité à donner un consentement éclairé, les raisons pour lesquelles ils demandent un suicide assisté par un médecin et leur processus de raisonnement.

L'accent a également été mis sur l'état mental du patient, son humeur (et d'éventuels troubles de l'humeur), son fonctionnement général et interpersonnel et la présence d'une coercition interne ou externe ; et lorsque cela était possible, et avec le consentement du patient, la consultation des proches du patient concernant la décision du patient et leur avis sur la compétence du patient. On[Qui ?] a fait valoir que l'exhaustivité de l'approche de Werth et al. peut avoir pour effet pratique de renverser la présomption de compétence mais on peut également soutenir que des tests rigoureux constituent une garantie nécessaire pour tout projet de suicide assisté.

## Affaires judiciaires
Jack Kevorkian, surnommé « Dr Death », est un médecin américain connu pour sa pratique de l'aide au suicide dans des cas médicaux graves dans les années 1980. Après avoir fait enregistrer une déclaration d'assentiment sur bande vidéo, il donne au patient accès à un des engins de sa propre fabrication : le « Thanatron » et le « Mercitron ». Ces derniers sont munis d'un dispositif d'activation actionné par le patient lui-même.
Yves le Bonniec, l'un des auteurs du livre Suicide, mode d'emploi, est condamné à deux reprises pour « abstention délictueuse de porter secours à personne en danger » pour n'avoir pas porté secours à des lecteurs désespérés qui lui ont écrit avant de se suicider. Dans l'une des affaires, le délit a été constitué par la simple connaissance du projet de suicide du malheureux sans lui porter secours, la réponse au lecteur établissant qu'Yves le Bonniec connaissait l'intention suicidaire de cette personne.
À Genève, l'affaire dite des « Deux frères genevois contre Exit » a opposé deux frères d'un candidat au suicide assisté contre l'association d'aide au suicide Exit. Le principal protagoniste avait alors adressé un courrier à l'émission Infrarouge — diffusée chaque semaine en direct par la Radio télévision suisse — pour faire part de sa désapprobation à l'encontre des barrières érigées à son encontre, précisant en outre « Je ne suis pas dépressif et j'ai mon libre-arbitre », arguant de surcroît « Mes frères ne me sauvent pas la vie. Ils m'empêchent d'avoir un accompagnement en fin de vie harmonieux et paisible, entouré de personnes qui m'aiment. Littéralement, ils me torturent ». L'émission est diffusée le 26 octobre 2016. Deux semaines plus tard, l'octogénaire se donne finalement la mort de lui-même, en date du 11 novembre 2016, faute d'avoir pu pouvoir recourir comme il le souhaitait à l'assistance prodiguée par l'association d'aide au suicide à laquelle il avait initialement fait appel. Un livre Je vais mourir mardi 18 a été publié par l'un des deux frères aux Éditions l'Harmattan à Paris pour témoigner de cette affaire.
La Gendarmerie française a organisé plus d'une centaine de perquisitions dans le cadre d'un démantèlement d'un trafic de barbituriques, le 15 octobre 2019. Les 125 acheteurs de Pentobarbital, sont pour la plupart susceptibles d'être des militants pro suicide assisté, ayant l'intention d'utiliser le produit pour se donner la mort si l'envie leur vient ou dans un objectif de court ou long terme, c'est en tout cas ce qu'ils ont déclaré aux journalistes sur place. Les autorités américaines ont transmis à la police française une liste de Français qui avaient passé commande de ce produit illégal expédié depuis leur territoire. Beaucoup des commanditaires étaient des personnes âgées ayant déclaré vouloir posséder le produit pour leur « confort moral ». Les motifs d'accusation du parquet étaient : « importation en contrebande de marchandises dangereuses pour la santé publique », « exercice illégal de la profession de pharmacien » et « publicité en faveur de produits ou méthodes permettant de se donner la mort ». Le Pentobarbital était « expédié, sous couvert d’une déclaration en Douane, comme cosmétique » à ses acheteurs. Parmi les acheteurs, nous retrouvions des membres de l'association française pro suicide assisté Ultime Liberté situé en Haute-Marne. Les perquisitionnés n'auraient pas eu de sanctions de la justice autre que de s'être vu retirer le produit.

## Aide au suicide du point de vue religieux

### Islam
Selon une approche rigide, le médecin musulman ne doit pas intervenir directement pour prendre volontairement la vie du patient, même par pitié (Code islamique d’éthique médicale, Koweït 1981); il doit voir si le patient est guérissable ou non, pas s’il doit continuer à vivre. De même, il ne doit pas administrer de médicaments qui accélèrent la mort, même après une demande explicite de ses proches; Une telle accélération correspondrait à un meurtre. Le Coran  déclare : "Ni une âme ne peut mourir sauf par la permission de Dieu, le terme étant fixé comme par écrit"; le Coran continue "C’est Dieu qui donne la Vie et la Mort, et Dieu voit bien tout ce que vous faites", résultant que Dieu a fixé la durée de chaque vie, mais laisse la place aux efforts humains pour la sauver quand un espoir existe.
En juin 1995, la Conférence des médecins musulmans de Malaisie (Kuala Lumpur) a réaffirmé que l’euthanasie (pas mieux définie) va à l’encontre des principes de l’Islam; ceci est également valable dans le contexte militaire, interdire à un soldat grièvement blessé de se suicider ou de demander à d’autres soldats de le tuer par pitié ou d’éviter de tomber entre les mains de l’ennemi.

### Documentaires et reportages
- [vidéo][Production de télévision] « Dignitas, Death on Prescription », Emmanuelle Bressan-Blondeau et Jean-Bernard Menoud sur Play RTS, 2011, 56 min, Suisse (consulté le 5 avril 2020).
- The Suicide Tourist, John Zaritsky, 55 min, PBS, 2007.